# Michelle Weiß
Michelle Weiß (* 27. Mai 2001 in Ravensburg) ist eine deutsche Fußballspielerin und steht bei Werder Bremen unter Vertrag.

## Karriere

### Vereine
Weiß begann beim SV Oberzell mit dem Vereinsfußball und gehörte anschließend von 2015 bis 2018 der Jugendabteilung des SV Alberweiler an. Als B-Jugendliche  kam sie für den Verein in ihren ersten zwölf Punktspielen in der Staffel Süd der B-Juniorinnen-Bundesliga zum Einsatz, in der ihr auch ein Tor gelang. In der Folgesaison bestritt sie alle 18 Saisonspiele, in denen sie drei Tore erzielte; in ihrer letzten Saison waren es ebenfalls 18 Saisonspiele, in denen sie jedoch ein Tor mehr erzielte als zuvor – mit dem dritten Platz erzielte sie mit ihrer Mannschaft zudem das beste Ergebnis.
Dem Jugendalter entwachsen, wurde sie zur Saison 2018/19 vom FC Bayern München verpflichtet, für deren Zweite Mannschaft sie in der 2. Bundesliga eingesetzt wurde. Während ihrer drei Jahre währenden Zugehörigkeit bestritt sie 51 Punktspiele. Ihr Debüt im Seniorenbereich gab sie am 19. August 2018 (1. Spieltag) beim 2:0-Sieg im Heimspiel gegen den SV 67 Weinberg von Beginn an. Beim 4:1-Sieg über den BV Cloppenburg am 21. Oktober 2018 (6. Spieltag) gelang ihr mit dem Treffer zum Endstand in der 89. Minute ihr einziges Tor für den FC Bayern München II.
Zur Saison 2021/22 wurde sie von Werder Bremen verpflichtet, für den sie in der Bundesliga am 29. August 2021 (1. Spieltag), bei der 0:8-Niederlage im Auswärtsspiel gegen den FC Bayern München, ihr Pflichtspieldebüt gab. Sie bestritt in ihrer Erstliga-Premierensaison 14 weitere Punktspiele und zwei im Wettbewerb um den DFB-Pokal.
Nach drei Jahren und 40 Erstligaspielen für Werder Bremen, wechselte Weiß zur Saison 2024/25 zur TSG 1899 Hoffenheim. Nach einer Spielzeit in Hoffenheim mit 8 Liga- und 2 Pokaleinsätzen kehrte sie wieder zu Werder Bremen zurück.

### Auswahl- / Nationalmannschaft
Als Spielerin der Auswahlmannschaft des Württembergischen Fußballverbandes bestritt sie im Wettbewerb um den Länderpokal von 2015 bis 2017 in den Altersklassen U14 (vier; 1 Tor), U16 (sieben) und U18 (sechs) 17 Spiele, in denen sie ein Tor erzielte.
Mit der U16-Nationalmannschaft nahm sie im Jahr 2017 am Wettbewerb um den Nordic-Cup in Finnland teil, bestritt vom 30. Juni bis 6. Juli drei Turnierspiele und debütierte als Nationalspielerin in Kempele im ersten Spiel der Gruppe B beim 4:2-Sieg im Elfmeterschießen gegen die Auswahlmannschaft der Niederlande.
Für die U17-Nationalmannschaft bestritt sie von 2017 bis 2018 sechs Länderspiele; ihr Debüt in dieser Altersklasse am 22. August beim 11:0-Sieg über die U17-Nationalmannschaft Litauens im Rahmen des Vier-Nationen-Turniers krönte sie mit ihrem ersten Tor, dem Treffer zum 10:0 in der 75. Minute. Mit der Mannschaft nahm sie auch an der Endrunde um die Europameisterschaft 2018 in Litauen teil und kam am 15. Mai 2018 im letzten Spiel der Gruppe A, beim 8:0-Sieg über die U17-Nationalmannschaft Litauens in Alytus bis zu ihrer Auswechslung für Sophie Weidauer in der 41. Minute, zum Einsatz. Für die U19-Nationalmannschaft debütierte sie am 30. August 2019 in Wuustwezel beim 3:0-Sieg im Freundschaftsspiel gegen die U19-Nationalmannschaft Belgiens.

## Erfolge
- Finalist U17-Europameisterschaft 2018
- Meister 2. Bundesliga 2019
- Deutscher Futsal-Meister der B-Juniorinnen 2017

## Sonstiges
Am 12. März 2017 gewann sie mit dem SV Alberweiler die Deutsche B-Juniorinnen-Meisterschaft im Futsal. Beim 3:0-Sieg im Premierenfinale über den 1. FC Köln steuerte sie zwei Tore bei.